# Uhvati me ako možeš (2002.)
Uhvati me ako možeš (eng. Catch Me If You Can) je film  Stevena Spielberga iz 2002. s  Leonardom DiCapriom i  Tomom Hanksom. Temeljen je na knjizi Franka Abagnalea mlađeg i Stana Reddinga.
Iako u filmu stoji da je nadahnut stvarnom životnom pričom o hohštapleru Abagnaleu, on ipak ne prati prave događaje koji su opisani u knjizi o Abagnaleovim prijevarama.
Postigao je kritički i komercijalni uspjeh, a najpoznatiji je po glazbi Johna Williamsa i uvodnoj špici. Williams je nominiran za Oscar za najbolji originalni glazbeni broj, a Christopher Walken za najboljeg sporednog glumca.

## Radnja
Film počinje u 1969., s agentom FBI-ja, Carlom Hanrattyjem mlađim (Tom Hanks), kako stiže u francuski zatvor kako bi se sastao s bolesnim Frankom Abagnaleom mlađim, koji pokušava pobjeći. Priča se vraća šest godina unatrag. Frankov otac, Frank stariji, prevari ženu koja mu daje odijelo za Franka mlađeg, koji kasnije glumi vozača za oca u pokušaju prijevare da dobiju zajam u banci. Nakon što je zajam odbijen (zbog niza poreznih malverzacija koje je počinio Frank stariji), obitelj je prisiljena preseliti se iz svog luksuznog doma u mali stan, dok se tenzije u obitelji pojačavaju.
Frank ubrzo shvaća kako mu majka vara oca s njegovim prijateljem. Frank mlađi se, osjećajući kako se neće uklopiti u novu školu, predstavi kao novi nastavnik francuskog. Odnos između oca i majke se sve više pogoršava, a Frankova majka podnosi zahtjev za razvod i kaže sinu da se odluči s kim želi živjeti. Užasnut, on pobjegne od kuće, koristeći se čekovima koje mu je dao otac kao rođendanski poklon. Nakon što je ostao bez novca, počinje se služiti prijevarama na povjerenje. Prijevare se s vremenom sve manje isplate pa se Frank počinje predstavljati kao pilot. Krivotvori platne čekove Pan Americana i uspijeva ukrasti više od 2,8 milijuna dolara.
U međuvremenu Carl Hanratty, uštogljeni agent FBI-ja, počinje pratiti Franka iako njegovi nadređeni ne obraćaju puno pozornosti na slučaj, jer nitko od njih prijevare u bankama ne uzima za ozbiljno. Slijedeći Franka u hotel, Carl na svoje iznenađenje otkriva da je on još u hotelu i potrči u njegovu sobu kako bi ga uhitio. Ne znajući tko je uopće Carl, Frank mu kaže da je on agent Barry Allen iz Tajne službe SAD-a, dodavši kako je upravo uhvatio počinitelja. Frank odlazi, a Carl tek nakon toga shvaća da je prevaren.
Kasnije, na Božić, Carl i dalje radi, sam po noći. Naziva ga Frank i ispriča mu se što ga je prevario. Carl mu kaže da to ne ide na taj način i, na Frankov užas, shvaća razlog poziva. Frank nema s kime razgovarati. Frank poklapa slušalicu, a Carl nastavlja istraživati, otkrivši da je ime "Barry Allen" iz stripova o Flashu te da je Frank zapravo maloljetni tinejdžer.
Frank u međuvremenu ne samo da je zamijenio identitet te se sada predstavlja kao liječnik u Georgiji, nego se upušta u vezu s medicinskom sestrom, Brendom Strong (Amy Adams), južnjačkom ljepoticom koja u bolnici radi kao sestra. On je zaprosi i oni otputuju njezinim roditeljima u Louisianu. Rekavši im kako ima diplomu iz prava, Frank se nakon polaganja pravosudnog ispita (vjerojatno varanjem) pridružuje njenom ocu (Martin Sheen) kao javni tužitelj.
Nakon što ga je pronašao, Hanratty stiže na njihove zaruke kako bi ga uhitio, a Frank priznaje Brendi istinu i upita je želi li pobjeći s njim i predloži joj da se nađu na aerodromu. Međutim, nakon što je stigla, on ugleda očajnu Brendu koju nadziru agenti FBI-ja, koji su okružili područje. Shvativši kako ga Carl progoni, Frank organizuje izbor za stujardese i "okoljen" njima prolazi pored agenata koji ga čekaju na aerodromu i letom bježi u Europu.
Šest mjeseci kasnije, Carl bijesno kaže svojem šefu da je Frank krivotvorio čekove širom cijele istočne hemisfere. Rekavši da je Frank izvan kontrole, zatraži dopuštenje da ga slijedi u Europu. Nakon što mu šef odbije dati dopuštenje, Carl odnosi Frankove čekove profesionalcima koji mu kažu da su čekovi tiskani u Francuskoj. Sjetivši se iz razgovora s Paulom, Frankovom majkom, da je rođena u Francuskoj, Carl odlazi u njeno rodno mjesto Montrichard. Pronalazi Franka u golemoj tvornici za krivotvorenje. Kaže mu da će ga francuska policija ubiti ako se ne preda mirno. Frank isprva posumnja da se ovaj šali, ali Carl mu se zakune da mu nikad ne bi lagao. Frank sam sebi stavlja lisice i Carl ga izvodi vani gdje, vidjevši kako ondje uopće nema policajaca, čestita Carlu na sposobnosti da ga prevari. Međutim, nakon toga stiže francuska policija i odvodi ga u zatvor.
U avionu u kojem se Frank vraća u Sjedinjene Države, Carl mu kaže da mu je umro otac. Shrvan, Frank uspijeva pobjeći i vraća se u svoj stari dom, gdje pronalazi majku s drugim mužem s malom djevojčicom za koju shvaća da mu je polusestra. Frank odustaje i biva osuđen na zatvorsku kaznu, dok mu s vremena na vrijeme u posjet dolazi Carl. Tijekom jednog posjeta, Frank s lakoćom otkriva identitet krivotvoritelja po svjetlucavosti čekova koje Carl nosi kao dokaz. Impresioniran, Carl sređuje da Frank odsluži ostatak kazne radeći za odjel za krivotvorenje čekova FBI-ja pod Carlovim nadzorom, što Frank prihvaća. Iako je izašao iz zatvora, prikovan je za uredski stol; Franku nedostaje uzbuđenje njegova starog života i čak ponovno pokušava odglumiti pilota. Carl ga pronalazi i inzistira na tome da će se Frank vratiti na kraju tjedna, jer ga nitko ne progoni.
U ponedjeljak, Carl je nervozan jer se Frank nije pojavio na poslu te je zabrinut da je pobjegao i uništio živote obojici. No, Frank se ubrzo pojavljuje i upita Carla za sljedeći slučaj. Nakostriješen, Carl ga upita kako je varao na pravosudnom ispitu u Louisiani, na što Frank odgovara da nije - učio je sam dva tjedna i uistinu položio ispit. Zapanjen, Carl ga upita "Je li to istina, Frank?", na što se Frank samo osmjehne. Carl uzvraća osmijeh i dvojica nastavljaju istraživati sljedeći slučaj.

## Nagrade
Film je bio nominiran za Oscar za najbolji originalni glazbeni broj (John Williams) i najboljeg sporednog glumca (Christopher Walken).

## Glumci
- Leonardo DiCaprio - Frank Abagnale mlađi
- Tom Hanks - Agent FBI-ja Carl Hanratty
- Christopher Walken - Frank William Abagnale stariji (Frankov otac)
- Martin Sheen - Roger Strong
- Nathalie Baye - Paula Abagnale (Frankova majka)
- Amy Adams - Brenda Strong
- James Brolin - Jack Barnes
- Jennifer Garner - Cheryl Ann
- Ellen Pompeo - Marci

## Zanimljivosti
- Sami Frank W. Abagnale u filmu se pojavljuje u cameo ulozi kao francuski policajac, što se otkrilo na popisu glumaca na odjavnoj špici. Abagnale je 1980. prodao filmska prava za svoju knjigu.
- Film je trebao režirati Gore Verbinski, uz Spielbergovu produkciju, ali je bio prisiljen napustiti projekt u zadnji čas kako bi mogao snimati film Pirati s Kariba: Prokletstvo Crnog bisera.
- Carla Hanrattyja je trebao glumiti James Gandolfini, ali je odustao zbog preklapanja s drugim projektima.
- Film je snimljen u samo 56 dana početkom 2002. na više od 140 lokacija širom Sjedinjenih Država (New York i Los Angeles) i  Kanade (Montreal, Quebec City).
- Ovo je jedan od rijetkih filmova u karijeri  Toma Hanksa gdje nije dobio najveći honorar za glavnu ulogu; bio je to njegov prvi nakon filma Noćna scena iz 1988.
- Film je parodiran u epizodi Simpsona, "Catch 'Em If You Can".
- Iako se na kraju filma ističe kako su Carl Hanratty i Frank Abagnale ostali "prijatelji do danas", u stvarnosti, čovjek na kojem je lik Hanrattyja temeljen zove se John Shea, a u knjizi je njegovo ime Sean O'Riley.
- Abagnaleov rođendan je 27. travnja 1948. - ali na početku filma se može vidjeti kako DiCaprio na dokumentu mijenja dan rođenja na dokumentu na 13. ožujka 1948.
- Jennifer Garner je snimila svoje scene u jednom danu.

## Zarada
BoxOfficeMojo.com: Budžet filma je procijenjen na 52 milijuna dolara; na američkom tržištu je zaradio 35, a u ostatku svijeta 164 milijuna dolara.

## Kritike
Kritike su bile vrlo pozitivne, a na filmskom portalu Rotten Tomatoes stoji kako je 96% recenzija bilo pozitivno. Roger Ebert ocijenio je film s tri od četiri zvjezdice dodavši "iako ne spada među Spielbergova najbolja djela, bez sumnje je film u kojem se može uživati".

## Usporedbe s knjigom
Kad se usporedi sa stvarnim događajima opisanima u Abagnaleovoj knjizi Uhvati me ako možeš, može se zaključiti kako je film samo "djelomično temeljen" na stvarnim događajima. Sama knjiga je "djelomično temeljena" na stvarnim događajima zbog dramatskih efekata. Sam Abagnale je pohvalio film rekavši da je 80% točan naglasivši (kako mu je savjetovao Spielberg) kako bi bilo nemoguće staviti pet godina nečijeg života u film bez izbacivanja ili izmjene detalja. Tako su mnogi pothvati iz knjige u filmu izostavljeni, spojeni ili poredani kronološki.
Abagnale je rekao kako se portret njegova oca u filmu dosta razlikuje od stvarnog Franka starijeg, kojeg Abagnale opisuje kao "iskrenog kao što je dan dug", radoholičara i altruista.
U filmu, Abagnale svojevoljno napušta bolnicu gdje je glumio liječnika. U stvarnom životu se bojao otići nakon što je umalo dopustio da dijete umre od gubitka kisika (Abagnale nije imao pojma što je sestra mislila kad je rekla da je "dijete poplavilo").
U knjizi, Abagnale, koji se predstavlja kao liječnik, se upušta u vezu s medicinskom sestrom koja je dosta starija od njega. U filmu, djevojka koju zavodi je mlada, te možda i volonterka, a ne sestra. U filmu, on priznaje sve djevojci i upita je hoće li pobjeći s njim, ali na spoju shvaća da su došli i nepozvani gosti koje je ona pozvala, agenti FBI-ja. U knjizi ga prijavljuje djevojka stjuardesa, a njega umalo je uhićuje policija nakon što joj je sve priznao.
Jedna od njegovih prijevara opisanih u filmu, lažiranje čekova u Francuskoj, pokazuje Abagnalea kako sam tiska čekove. Zapravo mu je čekove tiskao otac jedne od njegovih djevojaka. Otac, koji je posjedovao tiskaru, nije imao pojma da tiska neautorizirane dokumente; Abagnale mu je dao (pravi) primjerak platnog čeka Pan Americana koji je poslužio kao originalni primjerak. 10 000 čekova koje je ovaj otiskao bilo je puno više nego što je Abagnale trebao.
Film dramatizira i Abagnaleovo zarobljavanje u rodnom gradu njegove majke, Montrichardu, Francuska (ispred gore spomenute tiskare), s desecima policajaca i ophodnih vozila. Abagnalea su zapravo uhitila dva naoružana i uniformirana policajca u trgovini u Montpellieru.
Početak filma prikazuje Franka na kraju njegove šestomjesečne kazne koju je odslužio pod drakonskim uvjetima u Francuskoj s dugom kosom i pogoršanim zdravljem, odakle biva izravno prebačen u Sjedinjene Države. On je zapravo deportiran u Švedsku kako bi odslužio šestomjesečnu kaznu u mnogo humanijim uvjetima i tako izbjegao da ga pošalju u Italiju gdje bi se suočio sa zatvaranjem u uvjetima puno sličnijima onima koje je iskusio u Francuskoj prije nego što je poslan u Sjedinjene Države.
Na letu za SAD, lik Toma Hanksa, Carl Hanratty, otkriva Franku kako mu je otac umro prije skoro dvije godine, nakon čega Frank pobjegne iz aviona. U stvarnosti je Frankov otac bio živ, ali je umro ubrzo nakon njegova puštanja na slobodu, dok Franku nije bilo dopušteno da prisustvuje sprovodu jer je postojala opsasnost novog bijega.
Film prikazuje Franka kako s aerodroma odlazi u majčinu kuću gdje saznaje da se ona preudala te da ima malu kćer. U stvarnom životu, njegova sestra je bila dvije godine mlađa od njega te je također bila kćer Franka Abagnalea starijeg. Pravi Abagnale, nakon što je pobjegao iz aviona, je otišao za Montreal i pokušao se ukrcati na let za Južnu Ameriku, ali je uhićen.
U filmu, Abagnaleu postaje dosadna svakodnevna radna rutina nakon puštanja iz zatvora pa se upušta u novu prijevaru. U knjizi za to nema dokaza (knjiga završava s time da Abagnale izbjegava uhićenje od strane FBI-ja nakon što je deportiran iz Švedske u SAD). Međutim, Abagnale jest pobjegao pobjegao iz aviona kojim se vratio u Sjedinjene Države i prvog zatvora u kojem je tamo boravio.
O vezi između Abagnalea i agenta FBI-ja, koja postaje sastavni dio filma, u knjizi nema riječi. U knjizi se spominje agent zadužen za ovaj slučaj - Sean O'Reilly, Carl Hanratty u filmu, John Shea u pravom životu - ali nije bilo kontakta između dvojice prije Abagnaleova povratka u SAD. Telefonski poziv na Božić koji se opisuje u filmu se zapravo nikad nije dogodio.
Iako film izbjegava ili ublažava seksualne aspekte Abagnaleove motivacije (čak nudi nekoliko kompleksnijih ili edipovskih razloga), Abagnale u knjizi priznaje da je većina njegovih ranih prijevara bila motivirana željom da bude (i u krevetu) sa ženama. Brojni ljubavni odnosi se u filmu gotovo ne prikazuju. Iako Abagnale u knjizi gubi nevinost s 15 godina, film sugerira da je bio neiskusan sa ženama sve dok se nije predstavio kao pilot Pan-Ama.

## Vanjske poveznice
- Službene stranice  Arhivirana inačica izvorne stranice od 16. studenoga 2008. (Wayback Machine)
- Uhvati me ako možeš u internetskoj bazi filmova IMDb-a
- Uhvati me ako možeš na Rotten Tomatoes
- Pravi Frank Abagnale vs. filmski lik
- Abagnaleovi vlastiti komentari filma, sa stranice njegove tvrtke
- Članak o uvodnoj špici
- Uvodna špica  Arhivirana inačica izvorne stranice od 28. rujna 2007. (Wayback Machine)
- Movie stills